# Aino-Kaisa Saarinen
Aino-Kaisa Saarinen, née le 1er février 1979 à Hollola en Finlande, est une fondeuse finlandaise. Elle est considérée comme l'une des meilleures fondeuses des années 2000 et 2010, notamment dans le style classique. Au cours de sa carrière, elle a notamment remporté deux médailles d'argent aux Jeux olympiques d'hiver en 2014 et trois médailles de bronze en 2006 et 2010. Aux Championnats du monde, elle est la grande vedette des Mondiaux de 2009 à Liberec où elle gagne quatre médailles dont trois titres (relais, sprint par équipes et le 10 km classique), au total ce sont huit médailles aux Championnats du monde entre 2007 et 2011 qu'elle a remporté. En Coupe du monde, elle compte quarante-sept podiums dont trois victoires individuelles (dont le prestigieux 30 km d'Oslo en 2007) et trois victoires collectives, et s'est classée troisième au classement général 2009. Dans les compétitions par étapes, son meilleur résultat est une seconde place au Tour de ski 2009 derrière sa compatriote Virpi Kuitunen.
Longtemps dans l'ombre de Virpi Kuitunen, Aino-Kaisa Saarinen a accumulé les places d'honneur les premières années de sa carrière avant de réaliser sa meilleure saison en 2009 avec quatre médailles aux Mondiaux. Malgré une forte concurrence représentée par Marit Bjørgen et Justyna Kowalczyk, elle parvient à réaliser de grandes performances, à partir de la saison 2011, elle reste dans le top 10 mondial mais voit son leadership en équipe de Finlande, acquis lors de la retraite de Kuitunen en 2010, remis en question par la jeune Krista Lähteenmäki.

## Biographie

### 1998-2003: ses débuts
Aino-Kaisa Saarinen fait ses débuts en Coupe du monde à l'occasion d'un 15 km en style classique à Lahti le 7 mars 1998 avec une 51e place à l'âge de 19 ans. En 1999, elle prend part à ses premiers et seuls Championnats du monde junior qui se déroulent à Saalfelden en Autriche. Elle y prend la 15e place sur le 5 km en style classique et la 23e place sur le 15 km en style libre, loin d'y être la meilleure Finlandaise puisque Pirjo Muranen remporte une médaille d'argent sur le 5 km.
C'est par le sprint que Saarinen  s'affirme en Coupe du monde lors de la saison 2000 avec quelques “top-20” tels que la 16e place à Lahti ou la 20e place à Oslo. Lors de la saison 2001, elle obtient son premier top-10 lors du sprint de Nove Mesto avec une 6e place. Cela lui permet de prendre part à ses premiers Championnats du monde qui ont lieu chez elle à Lahti. Uniquement alignée en sprint, elle termine 11e et dernière Finlandaise (Pirjo Manninen remporte l'or, Kati Sundqvist l'argent et Elina Pienimäki termine 8e). Au cours de ces Mondiaux, l'équipe de Finlande est au cœur d'un scandale lié au dopage, six fondeurs sont contrôlés positifs à l'EPO et suspendus deux ans dont ne fait pas partie Saarinen. Lors de la saison 2002, bien qu'elle réussit des performances en Coupe continentale, elle ne parvient pas à confirmer en Coupe du monde. Elle termine toutefois 5e d'un relais en compagnie de Kirsi Välimaa, Satu Salonen et Riitta Liisa Roponen à Falun. Ses résultats moindres ne lui permettent pas d'être retenue pour les Jeux olympiques de 2002.
Lors de la saison 2003, elle est régulièrement alignée en Coupe du monde. Elle réussit une 15e place sur le 15 km classique de Cogne en décembre 2002. Elle monte sur son premier podium à l'occasion d'un relais à Nove Mesto avec une troisième place aux côtés de Välimaa, Elina Hietamäki et Kaisa Varis. Elle dispute ses deuxièmes Championnats du monde qui se déroulent à Val di Fiemme en Italie. Au cours des trois épreuves auxquelles elle participe, elle ne réussit pas mieux qu'une 22e place sur le 30 km style libre. De retour en Coupe du monde, elle monte sur son premier podium dans une épreuve individuelle lors du 30 km style classique d'Oslo derrière Bente Skari et Annmari Viljanmaa. Elle termine la saison à la 27e place du général, sa meilleure saison jusqu'alors.

### 2004-2005: confirmation de son talent
Lors de la saison 2004, Aino-Kaisa Saarinen réussit des performances régulières en Coupe du monde. Sélectionnée dans les relais et les sprint par équipes, elle monte à deux reprises sur un podium et réussit de nombreux top 10 dans les épreuves individuelles. Malgré l'absence de podiums en épreuve individuelle, elle termine la saison à la 14e place du général et 7e du sprint. Au général, elle est désormais numéro 2 dans la hiérarchie de la Finlande derrière Kuitunen.
La saison 2005 est dans la même configuration à la différence qu'elle aligne désormais des top 10, ratant de peu les podiums individuels. En sprint, elle termine 6e à Düsseldorf, 9e à Berne, 7e à Asiago, 6e à Reit im Winkl et 8e à Lahti, et sur les 10 km elle termine 7e à Gällivare ou 4e Otepää. Toutefois lors du dernier sprint de la saison, elle monte enfin sur un podium en décrochant la seconde place à Göteborg derrière Marit Bjørgen suivie de sa première victoire en relais à Falun avec Välimaa, Roponen et Kuitunen. Elle clôt la saison à la 8e place du général et la 4e du sprint. Entre-temps, elle participe aux Championnats du monde à Oberstdorf où elle collectionne les places d'honneur : 4e sur le 30 km, 5e en relais et 8e en sprint.

### 2006: première médaille olympique

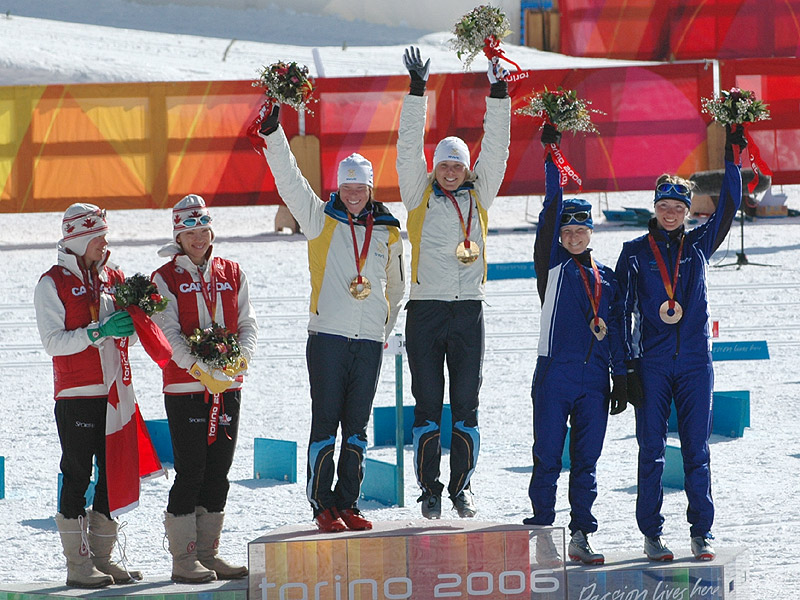
Saarinen (à droite) remporte la médaille de bronze du sprint par équipes avec Kuitunen aux JO de 2006.

Elle entame la saison 2006 par un podium en sprint à Düsseldorf avec une seconde place derrière Bjørgen, suivi d'un autre en relais à Beitostoelen. Elle remporte sa seconde victoire en relais de sa carrière le 15 janvier 2006 à Lago di Tesero. Elle est sélectionnée pour participer à ses premiers Jeux olympiques d'hiver à Turin et est alignée sur cinq des six épreuves programmées (seule la poursuite lui manque). Elle débute le 14 février 2006 par le sprint par équipes avec Virpi Kuitunen où elles sont annoncées comme l'une des équipes favorites avec les Suédoises, les Norvégiennes et les Canadiennes. En finale le 14 février 2006, Saarinen parvient à rendre en première ou seconde position son passage de relais pour finalement remporter la médaille de bronze. Il s'agit de la première médaille olympique de Saarinen. Deux jours plus tard sur le 10 km, elle prend une 7e place et meilleure Finlandaise. En relais, elle est la première relayeuse et place son équipe en seconde position créant des écarts de plus de douze secondes sur la Russie, l'Italie et l'Allemagne, toutefois la Finlande termine 7e de l'épreuve. En sprint, elle réalise une contre-performance en étant éliminée dès les quarts de finale. Enfin, sur le 10 km, elle prend un départ assez lent pour mieux finir mais ne termine que 17e et meilleure Finlandaise. Elle termine sa saison par une 6e place sur le 45 km de Mora et quels top-10 terminant à la 12e place du général.

### 2007-2008: premier titre mondial et victoire sur le30kmd'Oslo

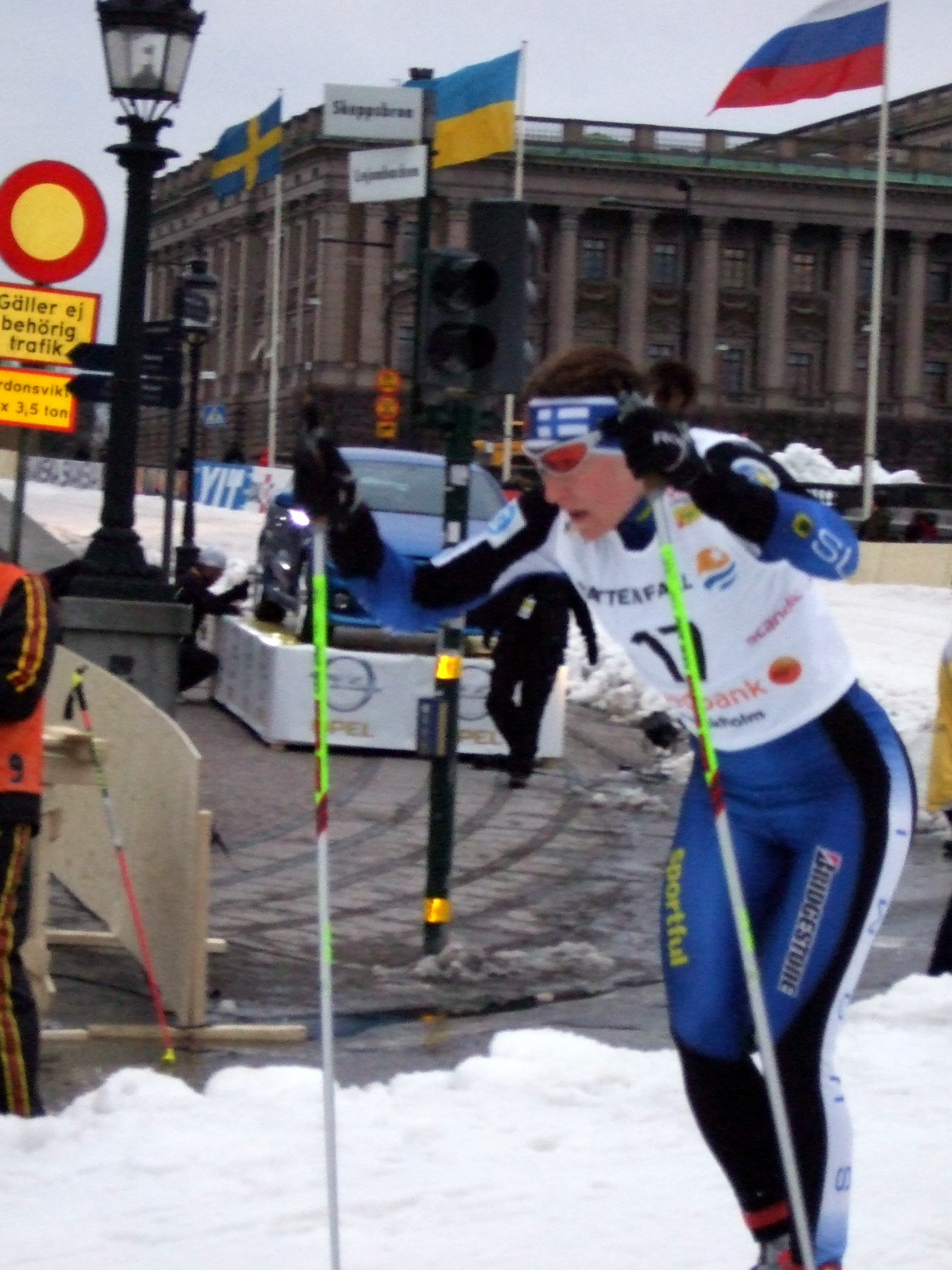
Saarinen dans les rues de Stockholm lors d'un sprint en 2007.

Lors de la saison 2007, elle collectionne les top-10 dont trois podiums avant la première édition du Tour de ski : 3e place en sprint par équipes à Düsseldorf, 3e place en relais à Gällivare et une 3e place sur le 10 km classique de Cogne. Débute alors le premier Tour de ski où Saarinen est citée comme outsideurs derrière Kuitunen et Roponen, en raison de son déficit de résultats en style libre. Elle débute par une 4e place au sprint de Munich. Lors de la deuxième étape (poursuite 2 × 5 km, Saarinen domine les 5 km classique mais ne parvient pas à suivre lors des 5 km libre avec finalement une 21e place. Toutefois elle a limité la casse puisqu'avec les bonifications elle pointe à la 3e place du Tour de ski derrière Kristin Steira et Bjørgen. Lors de la troisième étape (10 km classique), bien qu'elle ait des soucis avec ses skis, elle prend la 5e place de l'étape conservant sa 3e place du général. Elle passe 5e au général avec le sprint style libre (27e de l'étape) puis monte sur la 2e marche du podium derrière Kuitunen (après le 10 km classique) à l'orée de l'ultime étape. Cette dernière étape se clôt au somment de l'Alpe Cermis, elle se déroule sur 10 km libre avec départ handicap en fonction du classement. Sarrinen part donc 2e mais voit fondre rapidement son avance sur Bjørgen, Valentina Shevchenko et Kateřina Neumannová. Alors que sa compatriore remporte le Tour, Saarinen termine à la 4e place à une seconde seulement du podium.
Une semaine après ce Tour de ski, elle monte sur un podium lors d'un 15 km libre à Rybinsk puis au début de février lors d'un relais à Davos avec une 3e place. Elle se présente aux Mondiaux 2007 dans la peau d'une sérieuse outsideuse. Tout d'abord en sprint où elle est citée comme favorite, elle prend la 8e place des qualifications mais est éliminée dès les quarts de finale. Sur la poursuite, elle prend une 6e place derrière sa compatriote Roponen à plus de vingt secondes du vainqueur Olga Savialova. Elle renonce ensuite à participer au 10 km libre pour se préserver au relais et 30 km. Cela lui est bénéfique au relais le 1er mars 2007 puisqu'elle remporte son premier titre mondial, une première pour la Finlande depuis 1989, aux côtés de Kuitunen, Roponon et Muranen. Enfin sur le 30 km classique, elle prend une 4e place derrière la jeune Therese Johaug qui n'a pas encore ses vingt ans.
De retour des Mondiaux, elle remporte sa première victoire individuelle sur le circuit de la Coupe du monde. Âgée de 28 ans, Saarinen s'impose sur le 30 km classique d'Oslo devant Kuitunen et Petra Majdic le 17 mars 2007, elle déclare à l'issue de ce succès de prestige : « It was a dream to win the 30 km at Holmenkollen ». Elle termine au 5e rang mondial. Il s'agit d'une année réussie pour Saarinen avec son premier titre mondial et sa première victoire en Coupe du monde.
Après une saison 2007 réussie, Aino-Kaisa Saarinen compte sur la saison 2008 pour conserver sa dynamique malgré l'absence de Jeux olympiques et de Championnats du monde. Après un podium en relais à Beitostoelen fin novembre 2007, elle monte sur une podium cette fois-ci individuel lors du 10 km classique de Davos au début de décembre derrière Kuitunen et Vibeke Skofterud. Vient alors le Tour de ski 2008. Sur un prologue de 3,3 km classique, Saarinen prend la deuxième place de l'étape derrière Kuitunen et vise le podium final. Elle souffre lors des étapes de style libre avant de remporter le 10 km classique, elle se trouve à trois étapes de la fin en 6e place de ce Tour. Mais dans l'avant-dernière étape, elle fait une contre-performance en terminant 23e du 10 km classique la reléguant à plus de trois minutes du leader. Elle clôt ce Tour de ski à une décevante 17e place. De retour en Coupe du monde, elle parvient cependant à nouer une régularité dans les top 10, proche d'une victoire sur le 10 km classique d'Otepää derrière Kuitunen ou sur la poursuite de Falun derrière Astrid Jacobsen et Bjørgen. Elle passe de la 16e place au général après le Tour de ski à une 9e place finale.

### 2009: quatre médailles aux Mondiaux et troisième au général de la Coupe du monde
Aino-Kaisa Saarinen entame la saison 2009 avec deux podiums à Gällivare sur le 10 km libre derrière Charlotte Kalla et Bjørgen, puis en relais derrière les Norvégiennes. Elle remporte ensuite le 10 km classique de Kuusamo, monte sur le podium sur le 15 km libre de la Clusaz accompagnée d'une victoire en relais également à la Clusaz. Saarinen enchaîne avec un nouveau podium à Davos sur le 10 km classique derrière Kuitunen, lui permettant d'occuper la tête du classement général avant le départ du Tour du ski 2009. Elle se positionne donc en favorite de cette compétition où trois des quatre étapes de distance sont en style classique, bien qu'elle parvient désormais à monter sur des podiums en style libre, elle déclare à cette occasion « Mon but c’est de monter sur le podium de ce Tour. ». Limitant les écarts dans le prologue, elle prend la seconde place du sprint de Prague derrière Arianna Follis, elle aligne alors trois podiums d'affilée pour se trouver à plus de 30 secondes de Kuitunen mais en deuxième position à l'instar de l'édition de 2007. Lors de l'ultime étape, Saarinen skie avec Petra Majdic pour rattraper Kuitunen en tête, une fois arrivée à sa hauteur elle attaque et distance Kuitunen et Majdic. Toutefois dans les derniers hectomètres, Kuitunen revient sur Saarinen et remporte son deuxième Tour de ski avec sept secondes d'avance. Après ce Tour de ski, Saarinen, bien que deuxième, garde la tête du classement général devant Kuitunen (sur les 33 épreuves, 15 ont été disputées). En Coupe du monde, Saarinen monte à Otepää sur le podium lors du 10 km classique derrière Kowalczyk et du sprint classique derrière Majdic. À neuf épreuves de la fin, elle occupe toujours la tête depuis Majdic.
Débutent alors les Mondiaux 2009 de Liberec. Lors de la première épreuve de ces Mondiaux sous une neige tombante, Saarinen remporte à 30 ans son premier titre mondial individuel en s'imposant sur le 10 km classique devant Marianna Longa et Kowalczyk. Elle déclare à l'issue de la course « I am so happy because one of my dreams and goals has been that I will win someday a World Championship title. And now I did it, so this is the best feeling ever in my life. I knew already at km 8 that I will win, it was a great feeling ». Deux jours plus tard, Saarinen remporte la médaille de bronze de la poursuite derrière Kowalczyk et Kristin Steira, durant cette épreuve elle accélère avec Longa et Steira en classique permettant d'éliminer plusieurs favorites comme Follis, Kalla, Kuitunen, Bjørgen et Majdic, puis en libre elle ne résiste pas aux accélérations de Steira que seule Kowalczyk peut suivre, il s'agit de la meilleure performance de sa carrière en poursuite. Ensuite, Saarinen remporte son second titre mondial lors du sprint par équipes avec son amie Kuitunen dans une finale où il n'y avait pas de suspense. En relais, Saarinen est désignée dernière relayeuse. Saarinen compte huit secondes de retard sur le relais norvégien avant d'entamer ce dernier tour, elle la rattrape facilement et s'impose avec 13 secondes d'avance sur l'Allemagne et la Suède, elle s'offre sa quatrième médaille de ces Mondiaux et son troisième titre. Enfin dans l'ultime épreuve de ces Mondiaux, le 30 km libre, elle se mêle à la lutte finale mais termine à la 7e place à 17 secondes du vainqueur. Ces Mondiaux permettent de l'avis des spécialistes de récompenser enfin Saarinen qui a multiplié pendant dix ans des places d'honneur.
En Coupe du monde, la fin de saison s'annonce très serrée mais Saarinen déclare forfait pour les épreuves de Lahti en raison d'une grande fièvre. Elle revient à Trondheim mais est désormais 3e du général derrière Majdic et Kowalczyk. Elle termine 5e du sprint classique puis 9e du 10 km classique tandis que les deux leadeuses accentuent leurs avances sur Saarinen. Lors des Finales de la Coupe du monde, Saarinen débute par une seconde place en sprint derrière Majdic qui compte alors 202 points d'avance mais accumule deux contre-performances pour une 16e place finale dans ces Finales. Elle termine 3e du classement général et 2e de la distance, elle devient alors pour la première fois numéro un dans la hiérarchie finlandaise.

### 2010: deux médailles de bronze aux Jeux olympiques de Vancouver

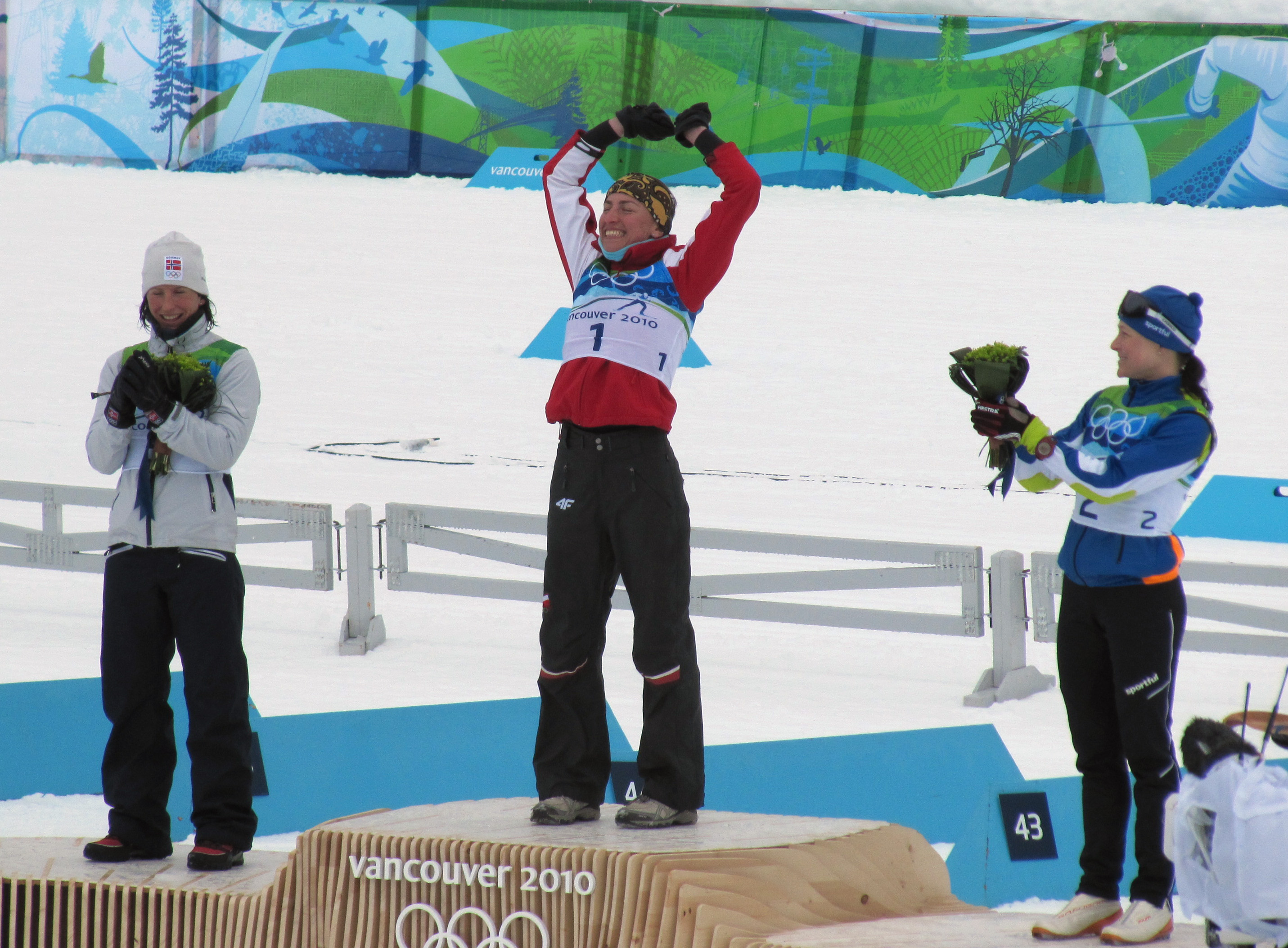
Saarinen, à gauche, remporte la médaille de bronze sur le 30 km classique aux Jeux olympiques derrière Kowalczyk et Bjørgen.

La saison 2010 débute avec en point d'orgue les Jeux olympiques de Vancouver. Elle la commence avec un podium en relais à Beitostølen et une 4e place en sprint classique à Kuusamo. Elle enregistre derrière sa troisième victoire individuelle de sa carrière le 29 novembre 2009 sur le 10 km classique de Kuusamo devant Irina Khazova et Skofterud. Mi-décembre, elle monte sur un nouveau podium lors d'un sprint libre à Davos en prenant une 3e place derrière Majdic et Bjørgen. Elle termine ensuite 4e d'un 15 km classique à Rogla mais y est disqualifiée pour avoir provoqué la chute de Majdic. Elle occupe le 4e rang mondial avant le début du Tour de ski 2010. Dans ce dernier composé de huit étapes, elle se place comme l'une des favorites. Sur le podium lors de trois des six premières étapes, elle est 4e avant les deux dernières étapes. Elle rate le 10 km classique avec une 27e place. Lors de la dernière étape, elle parvient à sauver sa 4e place devant la menace que représente Steira, terminant donc au pied du podium et meilleure Finlandaise. Avant le début des Jeux olympiques de 2010, elle décroche un nouveau podium en sprint classique à Otepää derrière Hanna Falk et Majdic.
Elle se présente à ses deuxièmes Jeux olympiques dans la peau d'une favorite où elle dispute toutes les épreuves à l'exception du sprint par équipes qui l'avait vu prendre une médaille de bronze en 2006. Elle débute par un 10 km libre avec une 15e place. Deux jours plus tard, elle se place idéalement dans le sprint classique en réalisant le 2e temps des qualifications mais est sortie dès les quarts de finale, prenant une 12e place finale. Dans la poursuite, Saarinen impose le temps sur la partie classique avec Kowalczyk et Bjørgen, mais décroche au départ de la partie libre, elle réussit à limiter les écarts mais ne termine que 5e de l'épreuve. Vient alors l'épreuve du relais, après un premier relais catastrophique de Muranen (12e place), Kuitunen et Roponen parviennent à ramener le relais finlandais sur le podium, Saarinen terminant ce relais en prenant une médaille de bronze. Elle clôt ses Jeux olympiques avec le 30 km classique. Elle ne peut pas suivre Kowalczyk et Bjørgen mais parvient à s'accrocher à sa troisième place, elle remporte sa première médaille olympique individuelle avec le bronze.
Pour la fin de saison de la Coupe du monde, Saarinen monte sur le dernier podium de la saison au sprint classique de Lahti derrière Bjørgen puis termine à la 9e place des Finales de Falun. Saarinen a vécu une année réussie avec deux médailles de bronze aux Jeux olympiques et sa troisième victoire individuelle en Coupe du monde, toutefois elle a accumulé de nombreuses places d'honneur : 4e au Tour de ski, 4e au classement général et du sprint, 5e de la poursuite olympique et 9e aux Finales.

### 2011: trois nouvelles médailles aux Mondiaux d'Oslo

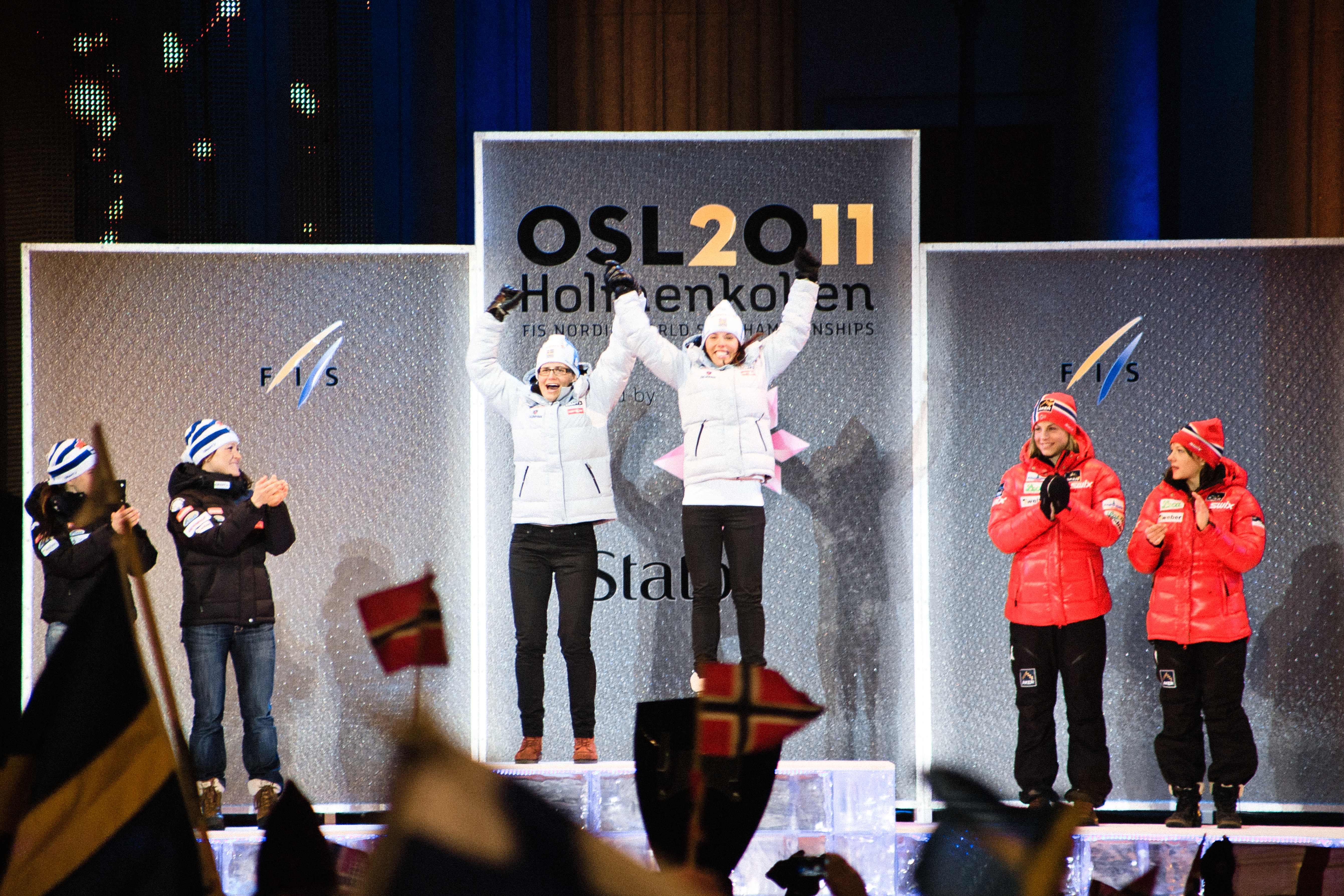
Saarinen remporte trois médailles aux Mondiaux 2011 dont l'argent en sprint par équipes avec Krista Lähteenmäki.

Elle reprend la saison 2011 après la première édition du Nordic Opening en prenant la 4e place du 10 km classique de Davos. Au Tour de ski, Saarinen réussit de moins bonnes performances que les éditions précédentes avec aucun podium et une 13e place finale, ses compatriotes Krista Lähteenmäki (8e) et Roponen (11e) la devancent à cette édition. Elle reste toutefois une prétendante à des victoires comme le montrent ses podiums sur le 10 km classique de Drammen derrière Bjørgen et Kowalczyk, sur la poursuite de Rybinsk derrière Kowalczyk et Marianna Longa, ou sa 4e place au 10 km classique d'Otepää.
Elle se présente aux Championnats du monde 2011 d'Oslo au 11e rang du général et 7e rang de la distance. Elle y fait l'impasse sur le sprint. Elle débute par une 8e place en poursuite suivie d'une médaille de bronze sur le 10 km classique à seulement dix secondes de la championne Bjørgen. En sprint par équipes, elle compose avec Lähtennmäki la paire finlandaise. En coude à coude avec la nation hôte derrière la Suède, elles remportent la médaille d'argent sur un sprint entre Lähtennmäki et Astrid Jacobsen. En relais aux côtés de Muranen, Roponen et Lähtennmäki, Saarinen décroche une nouvelle médaille de bronze, sa huitième médaille dans un Championnat du monde. Enfin, elle prend une 23e place sur le 30 km libre.
De retour en Coupe du monde, elle ne parvient plus à rentrer sur un podium et termine à une 13e place finale (meilleure Finlandaise). En cette saison 2010, Saarinen compte deux podiums en Coupe du monde et trois médailles aux Championnats du monde.

### 2012-2013: mise en retrait de Saarinen
Lors de la saison 2012, elle monte sur le podium lors du premier relais à Sjusjoen puis prend la 7e place du premier Nordic Opening auquel elle participe. Elle ne monte sur aucun podium avant le Tour de ski 2012 malgré une 4e place sur le 10 km classique de Rogla. Sur ce Tour de ski, Saarinen réalise des performances honorables sur les épreuves de classique mais perd du terrain sur les épreuves de libre. Elle finit 9e et deuxième meilleure Finlandaise derrière Lähtennmäki. Elle prend à deux reprises la 4e place d'un sprint avant de monter sur son deuxième podium en relais à Nove Mesto. Elle termine la saison par une 13e place aux Finales. Saarinen finit 8e au classement général de la Coupe du monde où la jeune Lähtennmäki (7e à 21 ans) lui chipe le leadership[style à revoir] de l'équipe de Finlande.
Elle reste en retrait lors du début de saison 2013 avec une 31e place au Nordic Opening.

### 2014-2018: pas de succès individuel mais médaillée en relais
En décembre 2013, elle remporte son ultime manche de Coupe du monde lors du sprint par équipes à Asiago en compagnie d'Anne Kyllönen. Elle continuer de construire sa forme pour les Jeux olympiques à Sotchi, prenant la neuvième place du Tour de ski. Lors de ces jeux, elle arrive cinquième du skiathlon après avoir été devancée sur le sprint pour la troisième place par Heidi Weng (3e) et Therese Johaug (4e), qui la bat encore pour la troisième place d'une marge de deux secondes sur le dix kilomètres en style classique. Ensuite, sur le relais, où elle est la lanceuse de son équipe, elle décroche la médaille d'argent, mais loupe le titre olympique, les Suédoises les battant de peu. Elle est encore médaillée d'argent en compagnie de Kerttu Niskanen sur le sprint par équipes.
Au Tour de ski 2014-2015, elle est proche d'un podium individuel avec une quatrième place sur l'étape en style classique à Val di Fiemme.
Aux Championnats du monde 2015, à Falun, elle retrouve le podium avec ses coéquipières du relais après un échec en 2013, terminant troisième juste derrière les Suédoises. Elle finit septième du trente kilomètres pour achever la compétition.
Lors de la saison 2015-2016, elle doit interrompre sa carrière en raison d'une grossesse, après avoir subi une fausse couche lors de l'hiver précédant.
Aux Championnats du monde 2017 à Lahti, en Finlande, elle est cinquième du sprint par équipes, puis décroche la médaille de bronze avec le relais (Kerttu Niskanen, Laura Mononen et Krista Parmakoski), soit son dixième podium aux mondiaux, aon équipe arrivant à une minute environ des Norvégiennes et finit treizième du trente kilomètres pour sa seule course individuelle. Son meilleur résultat de l'hiver est septième au trente kilomètres d'Oslo.
En 2017-2018, pour sa dernière saison dans le sport de haut niveau, elle gagne un titre de championne de Finlande sur le skiathlon, puis participe aux Jeux olympiques de Pyeongchang, se classant notamment quatrième du relais, tandis que sa meilleure place en individuel est vingtième lors du trente kilomètres. Elle signe un top dix devant son public à Lahti sur le dix kilomètres classique (neuvième). 

### Famille
Aino-Kaisa Saarinen a une sœur jumelle prénommée Maija, qui pratique aussi le ski de fond en compétition.

## Palmarès

### Jeux olympiques d'hiver
Aino-Kaisa Saarinen a remporté trois médailles de bronze et deux médailles d'argent au cours de ses trois participations aux Jeux olympiques. Lors de l'édition 2006, elle obtient sa première médaille de bronze en sprint par équipes aux côtés de Virpi Kuitunen. Puis lors de l'édition 2010, elle ajoute deux médailles de bronze, la première en relais 4 × 5 km avec Kuitunen, Riitta-Liisa Roponen et Pirjo Muranen et la seconde sur le 30 km derrière Justyna Kowalczyk et Marit Bjørgen. En 2014 à Sotchi, elle réussit à glaner deux nouvelles médailles, en argent au relais 4 × 5 km avec Anne Kyllönen, Kerttu Niskanen et Krista Lähteenmäki puis en sprint par équipes avec Kerrtu Niskanen, la Finlande étant devancée par les Norvégiennes.
| Épreuve / Édition   | Sprint                           | Sprint                           | 10 km                            | 10 km                            | Poursuite / Skiathlon 2 × 7,5 km | 30 km                               | Relais                              | Relais                              |
| Épreuve / Édition   | libre                            | classique                        | libre                            | classique                        | Poursuite / Skiathlon 2 × 7,5 km | 30 km                               | Sprint                              | 4 × 5 km                            |
| JO 2006 Turin       | 26e                              | Épreuve inexistante à cette date | Épreuve inexistante à cette date | 7e                               | Épreuve inexistante à cette date | 17e                                 | Médaille de bronze, Jeux olympiques | 7e                                  |
| JO 2010 Vancouver   | Épreuve inexistante à cette date | 13e                              | 15e                              | Épreuve inexistante à cette date | 5e                               | Médaille de bronze, Jeux olympiques | Épreuve inexistante à cette date    | Médaille de bronze, Jeux olympiques |
| JO 2014 Sotchi      | —                                | Épreuve inexistante à cette date | Épreuve inexistante à cette date | 4e                               | 5e                               | 21e                                 | Médaille d'argent, Jeux olympiques  | Médaille d'argent, Jeux olympiques  |
| JO 2018 Pyeongchang | Épreuve inexistante à cette date | 25e                              | —                                | Épreuve inexistante à cette date | —                                | 20e                                 | —                                   | 4e                                  |

Légende :
- : deuxième place, médaille d'argent
- : troisième place, médaille de bronze
- : pas d'épreuve
- — : Non disputée par Saarinen

### Championnats du monde
Aino-Kaisa Saarinen a remporté au cours de ses sept participations aux Championnats du monde huit médailles. Elle remporte tout d'abord le titre mondial en relais en 2007. Ensuite, elle devient l'une des vedettes des Mondiaux 2009 avec quatre médailles dont trois titres en relais, sprint par équipes et 10 km en style classique, ajoutées à une médaille de bronze en poursuite. Enfin, lors des Mondiaux 2011, elle remporte trois nouvelles médailles dont une en argent en sprint par équipes et deux de bronze en relais et 10 km en style classique.
| Épreuve / Édition           | Sprint                           | Sprint                           | 10 km                            | 10 km                            | Poursuite / Skiathlon 2 × 7,5 km | 30 km | Relais                   | Relais                    |
| Épreuve / Édition           | libre                            | classique                        | libre                            | classique                        | Poursuite / Skiathlon 2 × 7,5 km | 30 km | Sprint                   | 4 × 5 km                  |
| Mondiaux 2001 Lahti         | 11e                              | Épreuve inexistante à cette date | Épreuve inexistante à cette date | —                                | —                                | —     | —                        | —                         |
| Mondiaux 2003 Val di Fiemme | 29e                              | Épreuve inexistante à cette date | Épreuve inexistante à cette date | 25e                              | —                                | 22e   | —                        | —                         |
| Mondiaux 2005 Oberstdorf    | Épreuve inexistante à cette date | 8e                               | Épreuve inexistante à cette date | —                                | 30e                              | 4e    | —                        | 5e                        |
| Mondiaux 2007 Sapporo       | Épreuve inexistante à cette date | 18e                              | Abandon                          | Épreuve inexistante à cette date | 6e                               | 4e    | —                        | Médaille d'or, monde      |
| Mondiaux 2009 Liberec       | —                                | Épreuve inexistante à cette date | Épreuve inexistante à cette date | Médaille d'or, monde             | Médaille de bronze, monde        | 7e    | Médaille d'or, monde     | Médaille d'or, monde      |
| Mondiaux 2011 Oslo          | —                                | Épreuve inexistante à cette date | Épreuve inexistante à cette date | Médaille de bronze, monde        | 8e                               | 23e   | Médaille d'argent, monde | Médaille de bronze, monde |
| Mondiaux 2013 Val di Fiemme | Épreuve inexistante à cette date | —                                | —                                | Épreuve inexistante à cette date | —                                | 17e   | —                        | —                         |
| Mondiaux 2015 Falun         | Épreuve inexistante à cette date | 18e                              | —                                | Épreuve inexistante à cette date | 15e                              | 7e    | —                        | Médaille de bronze, monde |
| Mondiaux 2017 Lahti         | —                                | Épreuve inexistante à cette date | Épreuve inexistante à cette date | —                                | —                                | 14e   | 5e                       | Médaille de bronze, monde |

Légende :
- : première place, médaille d'or
- : deuxième place, médaille d'argent
- : troisième place, médaille de bronze
- : pas d'épreuve
- — : Non disputée par Saarinen

### Coupe du monde
- Meilleur classement général : 3e en 2009.
- 48 podiums : 
  - 24 podiums en épreuve individuelle : 3 victoires, 9 deuxièmes places et 12 troisièmes places.
  - 24 podiums en épreuve par équipes : 4 victoires, 9 deuxièmes places et 11 troisièmes places.

#### Courses par étapes
- 12 podiums sur des étapes de tours : 1 victoire, 7 deuxièmes places et 4 troisièmes places.
- 2e du Tour de ski en 2008-2009.

#### Détail des victoires individuelles
Aino-Kaisa Saarinen compte trois victoires individuelles en Coupe du monde obtenues entre les saisons 2007 et 2010. Sa première victoire a lieu lors de la prestigieuse épreuve du 30 km en style classique d'Oslo le 17 mars 2007, les deux suivantes sont des 10 km en style classique à Kuusamo le 30 novembre 2008 et le 29 novembre 2009. Le 2 janvier 2008, elle gagne une étape du Tour de ski, un dix kilomètres classique à Nové Město na Moravě.
| Épreuve / Édition | Sprint | Sprint    | 10 km | 10 km     | Poursuite / Skiathlon 2 × 7,5 km | 30 km libre | 30 km libre | Tour de ski ou Finales ou Nordic Opening |
| Épreuve / Édition | libre  | classique | libre | classique | Poursuite / Skiathlon 2 × 7,5 km | libre       | classique   | Tour de ski ou Finales ou Nordic Opening |
| 2006-07           |        |           |       |           |                                  |             | Oslo        |                                          |
| 2007-08           |        |           |       |           |                                  |             |             |                                          |
| 2008-09           |        |           |       | Kuusamo   |                                  |             |             |                                          |
| 2009-10           |        |           |       | Kuusamo   |                                  |             |             |                                          |

##### Victoires d'étapes
| Date           | Lieu                 | pays     | Compétition | Discipline |
| -------------- | -------------------- | -------- | ----------- | ---------- |
| 2 janvier 2008 | Nové Město na Moravě | Tchéquie | Tour de Ski | 10 km TC   |

#### Classements par saison
| Saison / Épreuve | Saison / Épreuve | Général | Général | Distance | Distance | Sprint | Sprint | Tour de ski depuis 2007          | Finales depuis 2008              | Nordic Opening depuis 2011       |
| Saison / Épreuve | Saison / Épreuve | Class.  | Points  | Class.   | Points   | Class. | Points | Tour de ski depuis 2007          | Finales depuis 2008              | Nordic Opening depuis 2011       |
| ---------------- | ---------------- | ------- | ------- | -------- | -------- | ------ | ------ | -------------------------------- | -------------------------------- | -------------------------------- |
| 2000             | 2000             | 49e     | 37      | -        | -        | 31e    | 37     | Épreuve inexistante à cette date | Épreuve inexistante à cette date | Épreuve inexistante à cette date |
| 2001             | 2001             | 28e     | 117     | -        | -        | 15e    | 103    | Épreuve inexistante à cette date | Épreuve inexistante à cette date | Épreuve inexistante à cette date |
| 2002             | 2002             | 62e     | 36      | -        | -        | 53e    | 12     | Épreuve inexistante à cette date | Épreuve inexistante à cette date | Épreuve inexistante à cette date |
| 2003             | 2003             | 27e     | 169     | -        | -        | 33e    | 57     | Épreuve inexistante à cette date | Épreuve inexistante à cette date | Épreuve inexistante à cette date |
| 2004             | 2004             | 14e     | 435     | 16e      | 230      | 7e     | 205    | Épreuve inexistante à cette date | Épreuve inexistante à cette date | Épreuve inexistante à cette date |
| 2005             | 2005             | 8e      | 484     | 17e      | 227      | 4e     | 290    | Épreuve inexistante à cette date | Épreuve inexistante à cette date | Épreuve inexistante à cette date |
| 2006             | 2006             | 12e     | 404     | 13e      | 242      | 18e    | 162    | Épreuve inexistante à cette date | Épreuve inexistante à cette date | Épreuve inexistante à cette date |
| 2007             | 2007             | 5e      | 826     | 3e       | 441      | 7e     | 214    | 4e                               | Épreuve inexistante à cette date | Épreuve inexistante à cette date |
| 2008             | 2008             | 9e      | 826     | 8e       | 456      | 6e     | 330    | 17e                              | 11e                              | Épreuve inexistante à cette date |
| 2009             | 2009             | 3e      | 1465    | 2e       | 708      | 5e     | 407    | 2e                               | 16e                              | Épreuve inexistante à cette date |
| 2010             | 2010             | 4e      | 1123    | 6e       | 466      | 4e     | 399    | 4e                               | 9e                               | Épreuve inexistante à cette date |
| 2011             | 2011             | 9e      | 715     | 7e       | 446      | 19e    | 149    | 13e                              | 13e                              | —                                |
| 2012             | 2012             | 8e      | 852     | 8e       | 488      | 20e    | 168    | 9e                               | 27e                              | 7e                               |
| 2013             | 2013             | 26e     | 304     | 21e      | 220      | 35e    | 58     | Abandon                          | 18e                              | 31e                              |
| 2014             | 2014             | 13e     | 570     | 8e       | 331      | 21e    | 103    | 9e                               | 24e                              | 28e                              |
| 2015             | 2015             | 29e     | 245     | 28e      | 135      | 46e    | 30     | 13e                              | Épreuve inexistante à cette date | —                                |
| 2017             | 2017             | 24e     | 311     | 21e      | 198      | 41e    | 33     | 17e                              | 19e                              | —                                |
| 2018             | 2018             | 22e     | 293     | 19e      | 160      | 38e    | 53     | 15e                              | 23e                              | 32e                              |

### Championnats du monde junior
Aino-Kaisa Saarinen a pris part à une seule édition des Championnats du monde junior. Ce fut en 1999 à Saalfelden en Autriche, elle se classe 15e du 15 km style libre et 23e du 5 km style classique.
| Épreuve / Édition        | Sprint                           | Sprint                           | 5 km  | 5 km                             | 15 km libre | Relais                           |
| Épreuve / Édition        | libre                            | classique                        | libre | classique                        | 15 km libre | Relais                           |
| Mondiaux 1999 Saalfelden | Épreuve inexistante à cette date | Épreuve inexistante à cette date | 23e   | Épreuve inexistante à cette date | 15e         | Épreuve inexistante à cette date |

### Championnats de Finlande
- Championne sur le dix kilomètres classique en 2009.
- Championne sur le trente kilomètres classique en 2010.
- Championne sur le skiathlon en 2008.